# Rjadovoj Glacier
Der Rjadovoj Glacier (englisch, russisch Ледник Рядовой Lednik Rjadowoi, deutsch ‚Privater Gletscher‘) ist ein Gletscher im ostantarktischen Kaiser-Wilhelm-II.-Land. Er liegt am Ostufer der Posadowskybai.
Russische Wissenschaftler benannten ihn. Der Benennungshintergrund ist nicht überliefert. Das Antarctic Names Committee of Australia übertrug diese Benennung in einer Teilübersetzung ins Englische.